# 北九州市立日明小学校
北九州市立日明小学校（きたきゅうしゅうしりつひあかりしょうがっこう）は、福岡県北九州市小倉北区日明にある公立小学校。

## 沿革
- 1876年（明治9年） - 日明小学校として開校
- 1890年（明治23年） - 板櫃尋常小学校に合併し廃校
- 1922年（大正11年） - 板櫃尋常高等小学校より分離
- 1925年（大正14年） - 日明尋常小学校に改称
- 1942年（昭和16年） - 小倉市立日明国民学校に改称
- 1947年（昭和22年） - 小倉市立日明小学校に改称
- 1951年（昭和26年） - 中井小学校分離開校
- 1963年（昭和38年） - 北九州市立日明小学校に改称
- 1970年（昭和45年） - 新校舎完成
- 1970年（昭和45年） - プールが完成
- 2001年（平成13年） - コンピュータ教室設置
- 2011年（平成23年） - 創立90周年記念式典を挙行

## 交通
- 西鉄バス日明四丁目バス停下車、徒歩約3分

## 周辺
- 北九州高速2号線日明出入口

## その他
- 北九州フィルム・コミッションが支援したタイ映画「チョコレート・ファイター」のロケ地としてプロローグに登場。エンドロールにもクレジットされている。